# Зацепін Олександр Сергійович
Олександр Сергійович Зацепін (рос. Алекса́ндр Серге́евич Заце́пин; * 10 березня 1926, Новосибірськ, РРФСР) — радянський і російський композитор. Заслужений діяч мистецтв Російської Федерації (1997). Народний артист Російської Федерації (2001).
Закінчив Алма-Атинську консерваторію (1956). 
З 1957 р. працює для кіно. Здобув всенародну популярність як автор музики до багатьох кінофільмів, у тому числі майже до всіх картин Леоніда Гайдая. 
Написав музику до ряду кіно- і телестрічок українських кіностудій («Формула райдуги» (1966), «Від снігу до снігу» (1968), «Остання справа комісара Берлаха» (1971, т/ф, 2 а), «Петля Оріона» (1980), «Капітан Немо» (1975), «Червоні дипкур'єри» (1977), «Фантазії Веснухіна» (1977), «Шабля без піхов» (1987) та ін.).
Автор безлічі пісень, які стали шлягерами у виконанні провідних співаків радянської та російської естради.
Після одруження в 1982 році з громадянкою Франції, постійно живе у Парижі.

## Фільмографія
- «Ми тут живемо» (1956, у співавт.)
- «Моя помилка» (1957)
- «Наш любий лікар» (1957)
- «Шквал» (1958)
- «Пісня кличе» (1961)
- «Цілком серйозно» (1961, у співавт.)
- «Чужий гаманець» (1961, к/м)
- «Як народжуються тости» (1962, к/м)
- «Хлопчик мій!» (1962)
- «Ти не один» (1963)
- «Любить — не любить?» (1963)
- «Що таке теорія відносності?» (1964, к/м)
- «Естрадна фантазія» (1964)
- «На завтрашній вулиці» (1965)
- «Півень» (1965)
- «Операція „И“ та інші пригоди Шурика» (1965)
- «Кавказька полонянка» (1966)
- «Людина без паспорта» (1966)
- «Формула райдуги» (1966, Одеська кіностудія)
- «Літери з ящика радиста» (1966, мультфільм, Київнаукфільм)
- «Розпатланий горобець» (1967, мультфільм, Київнаукфільм)
- «Фільм, фільм, фільм!» (1967, мультфільм, у співавт.)
- «Літо 1943 року» (1967, у співавт.)
- «Діамантова рука» (1968)
- «Білий рояль» (1968)
- «Янгол в тюбетейці» (1968)
- «Від снігу до снігу» (1968, Одеська кіностудія)
- «Біля застави „Червоне каміння“» (1969)
- «Червоний намет» (1969)
- «Гукати всіх нагору!» (1970)
- «Дванадцять стільців» (1971)
- «Остання справа комісара Берлаха» (1971, т/ф, 2 а, Одеська кіностудія)
- «Командир щасливої „Щуки“» (1972)
- «Схованка біля Червоних каменів» (1972, Кіностудія ім. О. Довженка)
- «Земля Саннікова» (1973)
- «Іван Васильович змінює професію» (1973)
- «Ні слова про футбол» (1974)
- «Повість про людське серце» (1974)
- «Не може бути!» (1975)
- «Центровий з піднебесся» (1975)
- «Між небом і землею» (1975)
- «Капітан Немо» (1975, Одеська кіностудія)
- «Кидок, або Все почалося в суботу» (1976)
- «Відважний Ширак» (1976)
- «Інкогніто з Петербурга» (1977)
- «Журавель в небі...» (1977, у співавт.)
- «Червоні дипкур'єри» (1977, Одеська кіностудія)
- «Ці неймовірні музиканти, або Нові сновидіння Шурика» (1977)
- «Фантазії Веснухіна» (1977, Одеська кіностудія)
- «Жінка, яка співає» (1978, у співавт.)
- «31 червня» (1978)
- «Кухар і співачка» (1978)
- «Впізнай мене» (1979, Кіностудія ім. О. Довженка)
- «По сірники» (1980)
- «Петля Оріона» (1980, Одеська кіностудія, Київнаукфільм)
- «Таємниця третьої планети» (1981, мультфільм)
- «Душа» (1981)
- «Дякую за нельотну погоду» (1981, у співавт.)
- «Спортлото-82» (1982)
- «Гарно жити не заборониш» (1982)
- «Де міститься нофелет?» (1987)
- «Острів загиблих кораблів» (1987)
- «Шабля без піхов» (1987, Одеська кіностудія)
- «Дівчата з „Согдіани“» (1987)
- «Вона з мітлою, він в чорному капелюсі» (1987)
- «Артистка з Грибова» (1988)
- «Пригоди Арслана» (1988)
- «Острів» (1989)
- «Продавець снів» (1990)
- «Східний коридор, або рекет по...» (1990)
- «Приватний детектив, або Операція „Кооперація“» (1990)
- «Болотяна street, або Засіб проти сексу» (1991)
- «На Дерибасівській гарна погода, або На Брайтон-Біч знову йдуть дощі» (1992)
- «Казус беллі» (2002)
- «У червні 41-го» (2008)
- «Кураж» (2014, т/с, у співавт.)
- «Кавказька полонянка!» (2014) та ін.